# Горнстерзваг
Горнстерзваг (нід. Hoornsterzwaag) — село в нідерландській провінції Фрисландія. Входить до муніципалітету Геренвен.
Його площа становить 19,90км², а населення станом на 2021 рік складало 810 осіб.
Перша згадка про населений пункт датується 1408 роком.

## Галерея

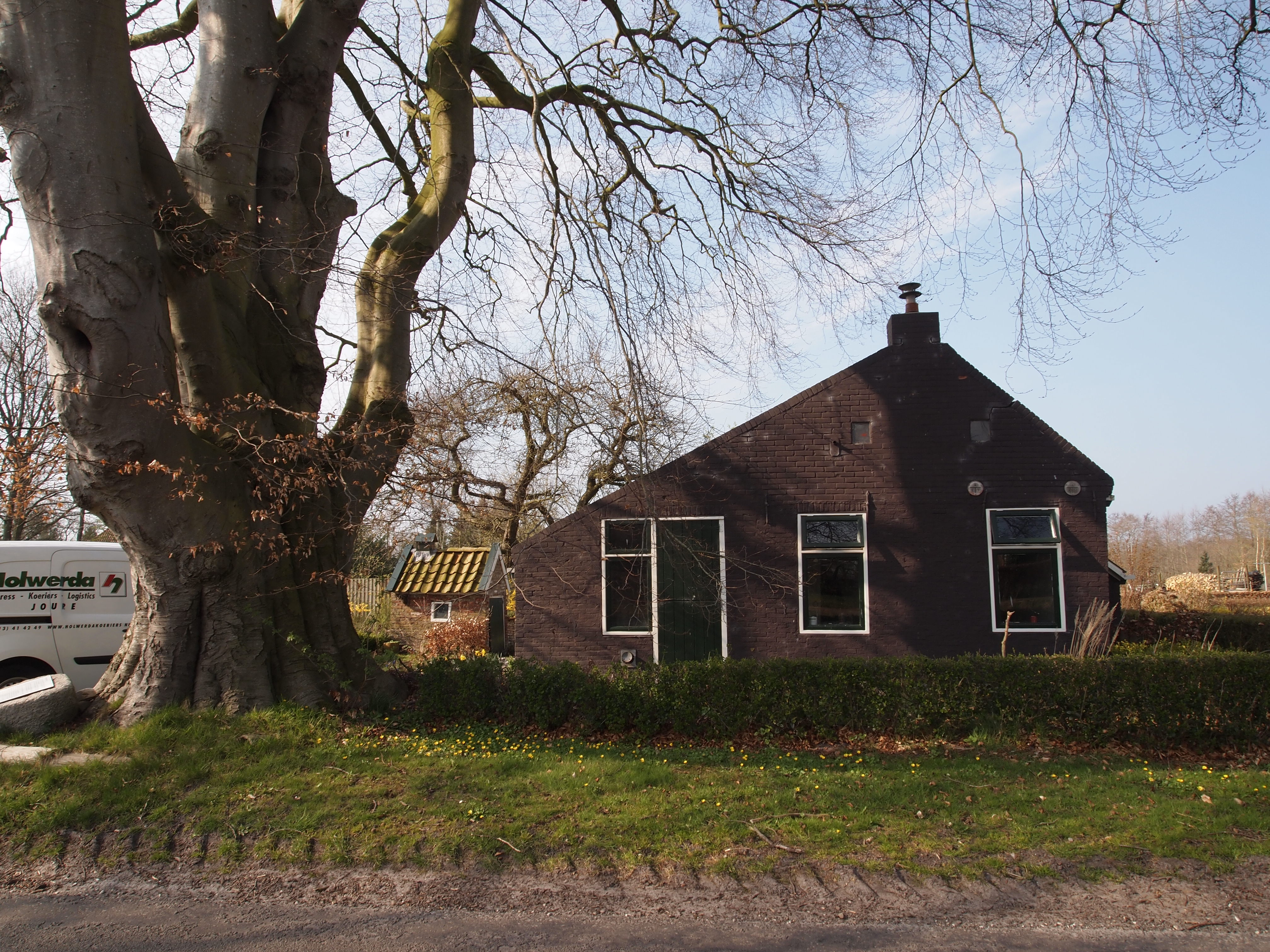
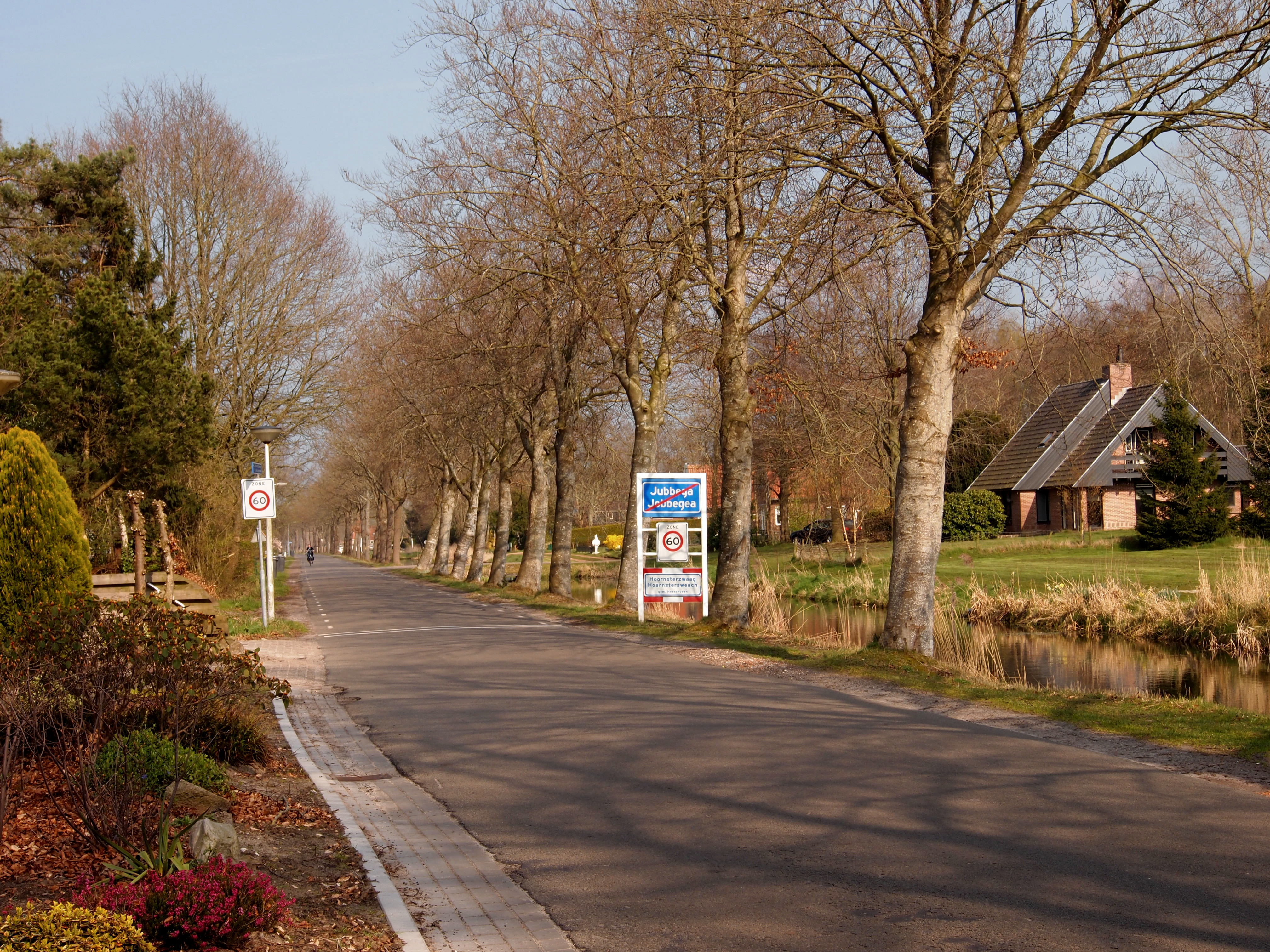
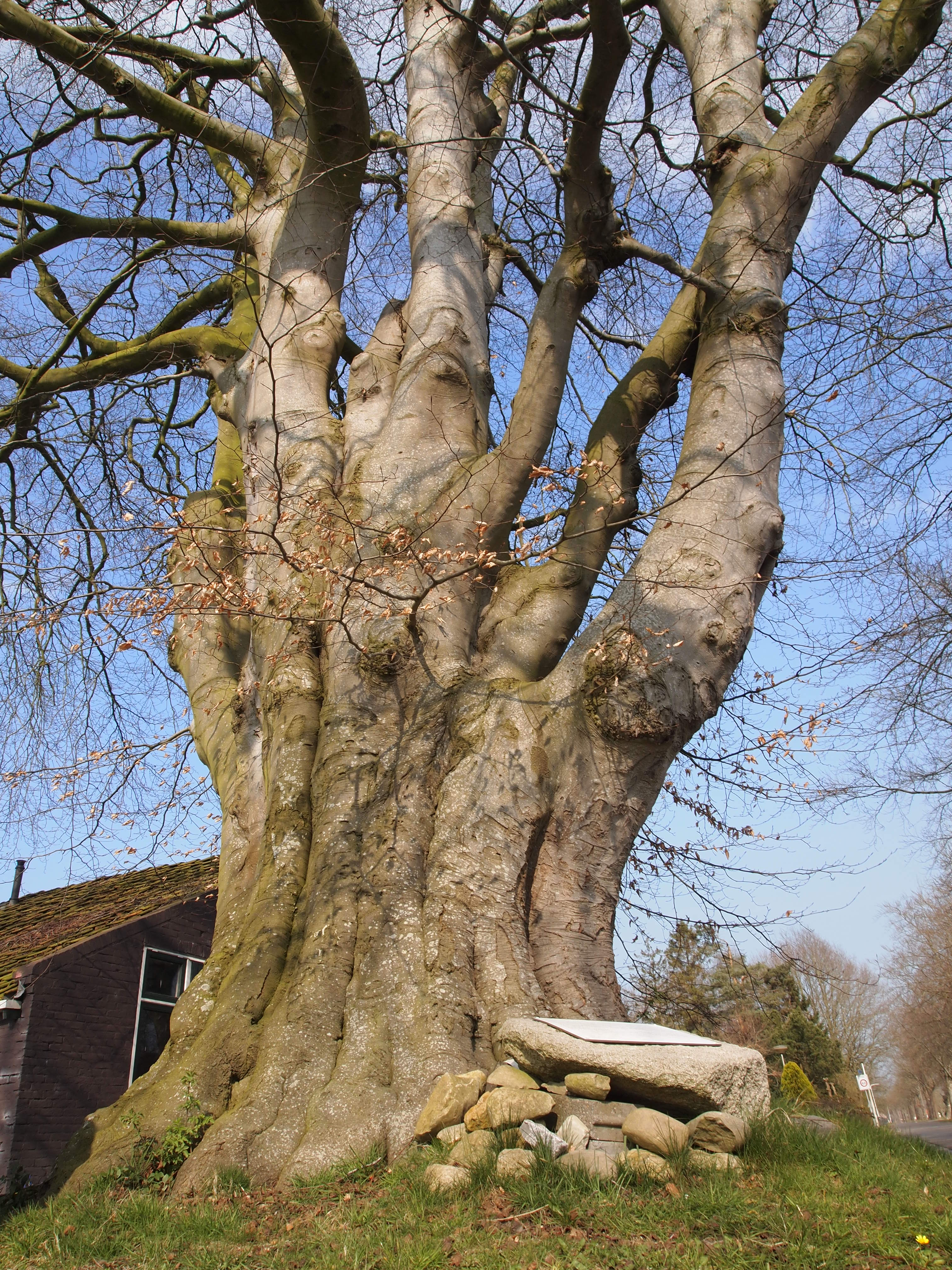